# Couvent des Cordeliers de Châtillon-sur-Seine
Pour les articles homonymes, voir Couvent des Cordeliers.
Le couvent des Cordeliers de Châtillon-sur-Seine est un couvent, aujourd'hui désaffecté, situé dans la commune française de Châtillon-sur-Seine en Bourgogne, département de la Côte-d'Or. Il est fondé en 1226 dans le faubourg du Temple, au sud-ouest de la ville où les Templiers sont déjà établis, par le franciscain (« Cordelier ») Rodolphe d'Assise envoyé en France par saint François d'Assise. Le couvent reste en activité jusqu'à la Révolution.
Réhabilité en logements au XXIe siècle, il est inscrit à l'inventaire des Monuments historiques par arrêté du 2 février 1982.

## Localisation
Le couvent des Cordeliers est situé à la sortie sud de la ville.

### Période médiévale
Approuvé par un bref de Grégoire IX en 1227, le couvent et son église englobant la chapelle des sires de Chamesson sont construits au faubourg du Temple près d’une chapelle appartenant au seigneur de Chamesson entre 1230 et 1248, année où l'église est consacrée à l'Annonciation. Les travaux sont largement financés par le duc Hugues IV de Bourgogne puis par son fils Robert II, les ducs Jean sans Peur et Philippe le BonLe couvent fut presque entièrement détruit pendant les guerres de Religion, en 1594, lorsque le baron de Thenissey, gouverneur de la ville, fit raser les faubourgs afin d'empêcher les troupes du roi de s'y établir : l'église fut partiellement épargnée. Vers 1608 débutèrent les travaux de reconstruction ; le cloître fut rebâti vers 1645, grâce à Louis Vignier, baron de Ricey. Faute de moyens suffisants, les travaux dureront jusqu'aux environs de 1688 (date gravée sur une lucarne de l'aile ouest) , bénéficiant finalement de la générosité de Louis XIV (2000 livres en 1687 et 5200 livres en 1690). En 1705-1711, l'église qui se lézardait depuis 1698 fut consolidée.

### Les temps modernes
En 1503 le couvent adopte la règle des Franciscains observants. Pendant les guerres de Religion le couvent est largement détruit en 1594 par le baron de Thenissey, gouverneur de la ville, qui fait raser les faubourgs pour gêner leur occupation par les troupes royales.
Les travaux de reconstruction démarrent en 1608 et le cloître est rebâti vers 1645. Ils ne s’achèvent qu’en 1688 avec l’aide de Louis XIV mais l’église doit être à nouveau consolidée en 1705-1711. Le couvent rejoint les Frères mineurs conventuels en 1771.

### La laïcisation des lieux
Le 12 mars 1791, le couvent est vendu comme bien national et  transformé en hôtel en 1811. L'église et la galerie sud du cloître sont démantelés en 1832 et le plan général quelque peu remanié. En 1914 le maréchal Joffre qui a choisi l’abbaye pour y établir son état-major y lance la première controffensive victorieuse de la Marne. Le couvent est converti en logements privés en 2002.

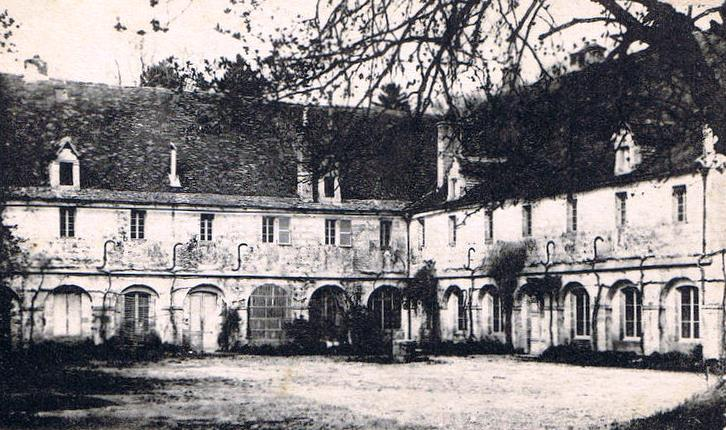
Le couvent au début du XXe siècle.
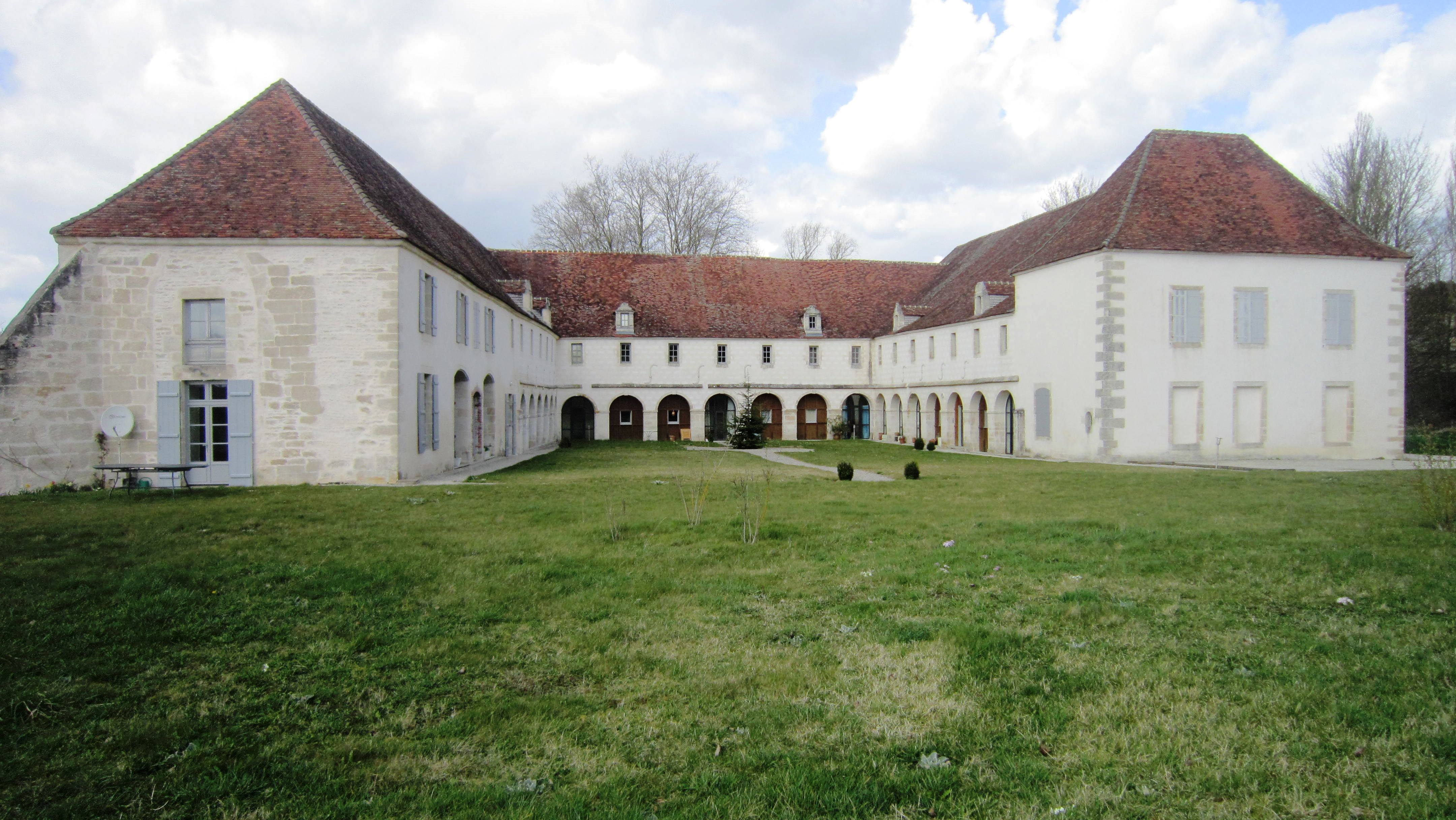
Le couvent au début du XXIe siècle.

## Architecture
En 1832,le nouveau propriétaire fait démolir l'église et la galerie sud du cloître.  À la suite de cette démolition, les extrémités sud des corps de bâtiment ouest et est sont remaniée en incluant des vestiges de l'église du XIIIe siècle. Cette structure se retrouve dans l'état actuel des lieux ui se présentent sous forme d'un large U ouvert au sud.

## Liste des abbés
- Rodolphe d'Assise, abbé fondateur.

### Sources et bibliographie
- Archives nationales, Baux et terriers 1663-1707 - S 3234 à S 3238.
- Bartholomaeus Hauréau, Gallia christiana : in provincias ecclesiasticas distributa…, t. XIV, Firmin Didot, 1856, [lire en ligne]
- Hugues Du Tems,  Le clergé de France, ou tableau historique et chronologique ..., A Paris chez Brunet, 1775, t.IV, p. 533-536.